# Division di Honor (Aruba)
La Division di Honor è la massima serie del campionato arubano di calcio. Venne creato nel 1960. Fino al 1985, le migliori squadre di Aruba partecipavano anche alla Kopa Antiano, la massima serie del campionato di calcio delle Antille olandesi; il SV Racing Club Aruba nel 1965 e l'SV Estrella nel 1970 furono le uniche squadre arubane a vincere quel torneo.
Il campione nazionale si qualifica al Campionato per club CFU. La 10ª classificata retrocede in Division Uno, mentre l'8ª e la 9ª classificata disputano spareggi promozione-retrocessione con la 2ª e la 3ª classificate in Seconda Serie.

## Squadre
Stagione 2024-2025.
- Britannia (Paradera)
- Dakota (Oranjestad)
- Deportivo Nacional (Palm Beach)
- Estrella (Santa Cruz)
- Jong Aruba (Noord)
- La Fama (Savaneta)
- RCA (Oranjestad)
- River Plate Aruba (Oranjestad)
- SC United (Noord)
- Unistars (Savaneta)

## Albo d'oro
- 1960:  RCA
- 1961:  Dakota
- 1962:  Dakota
- 1963:  Dakota
- 1964:  RCA
- 1965:  Dakota
- 1966:  Dakota
- 1967:  RCA
- 1968:  Estrella
- 1969:  Dakota
- 1970:  Dakota
- 1971:  Dakota
- 1972: non disputato
- 1973:  Estrella
- 1974:  Dakota
- 1975:  Bubali
- 1976:  Dakota
- 1977:  Estrella
- 1978:  RCA
- 1979:  RCA
- 1980:  Dakota
- 1981:  Dakota
- 1982:  Dakota
- 1983:  Dakota
- 1984:  San Luis Dep.
- 1985:  Estrella
- 1986:  RCA
- 1987:  RCA
- 1988:  Estrella
- 1989:  Estrella
- 1990:  Estrella
- 1991:  RCA
- 1992:  Estrella
- 1993:  River Plate Aruba
- 1994:  RCA
- 1995:  Dakota
- 1996:  Estrella
- 1997:  River Plate Aruba
- 1998:  Estrella
- 1999:  Estrella
- 2000:  Deportivo Nacional
- 2001:  Deportivo Nacional
- 2002:  RCA
- 2003-04:  Deportivo Nacional
- 2004: non disputato
- 2004-05:  Britannia
- 2005-06:  Estrella
- 2006-07:  Deportivo Nacional
- 2007-08:  RCA
- 2008-09:  Britannia
- 2009-10:  Britannia
- 2010-11:  RCA
- 2011-12:  RCA
- 2012-2013:  La Fama
- 2013-2014:  Britannia
- 2014-2015:  RCA
- 2015-2016:  RCA
- 2016-2017:  Deportivo Nacional
- 2017-2018:  Dakota
- 2018-2019:  RCA
- 2019-2020: non disputato
- 2020-2021: sospeso
- 2021-2022:  Dakota
- 2022-2023:  RCA
- 2023-2024:  Britannia
- 2024-2025:  Britannia

## Titoli per squadra
| Club               | Città      | Vittorie | Stagioni                                                                                                   |
| ------------------ | ---------- | -------- | --- |
| RCA                | Oranjestad | 17       | 1960, 1964, 1967, 1978, 1979, 1986, 1987, 1991, 1994, 2002, 2008, 2011, 2012, 2015, 2016, 2019, 2022, 2023 |
| Dakota             | Oranjestad | 17       | 1961, 1962, 1963, 1965, 1966, 1969, 1970, 1971, 1974, 1976, 1980, 1981, 1982, 1983, 1995, 2018, 2022       |
| Estrella           | Santa Cruz | 12       | 1968, 1973, 1977, 1985, 1988, 1989, 1990, 1992, 1996, 1998, 1999, 2006                                     |
| Britannia          | Paradera   | 6        | 2005, 2009, 2010, 2014, 2024, 2025                                                                         |
| Deportivo Nacional | Noord      | 5        | 2000, 2001, 2004, 2007, 2017                                                                               |
| River Plate Aruba  | Oranjestad | 2        | 1993, 1997                                                                                                 |
| Bubali             | Noord      | 1        | 1975 |
| San Luis Dep.      | Savaneta   | 1        | 1984 |
| La Fama            | Savaneta   | 1        | 2013 |

## Capocannonieri
| Anno    | Capocannoniere     | Squadra            | Gol |
| 2002    | Jonathan Lake      | RCA                | 43  |
| 2003-04 | Benjamin Kee       | RCA                | 7   |
| 2005-06 | Frederick Gómez    | RCA                | 9   |
| 2012-13 | Albert Roy Francis | Deportivo Nacional | 16  |
| 2013-14 | Ediz Yorulmazoglu  | La Fama            | 13  |
| 2016-17 | Devis Oliveros     | Deportivo Nacional | 17  |
| 2017-18 | Kenroy Ranger      | Deportivo Nacional | 18  |
| 2018-19 | Frederick Gómez    | RCA                | 8   |
| 2021-22 | Devis Oliveros     | Deportivo Nacional | 27  |
| 2022-23 | Ricky Hodge        | Dakota             | 22  |
| 2023-24 | Luis Manuel Torres | Estrella           | 16  |